# Obernstraße (Bielefeld)
Die Obernstraße in Bielefeld-Mitte liegt in der Altstadt und ist heutzutage größtenteils Fußgängerzone. Von der Gründung Bielefelds als Stadt bis in die erste Hälfte des 20. Jahrhunderts war sie eine ihrer wichtigsten Hauptstraßen. Heute weist sie eine hohe Konzentration von Baudenkmalen in der Stadt auf, alle bis auf zwei sind über 200 Jahre alt.

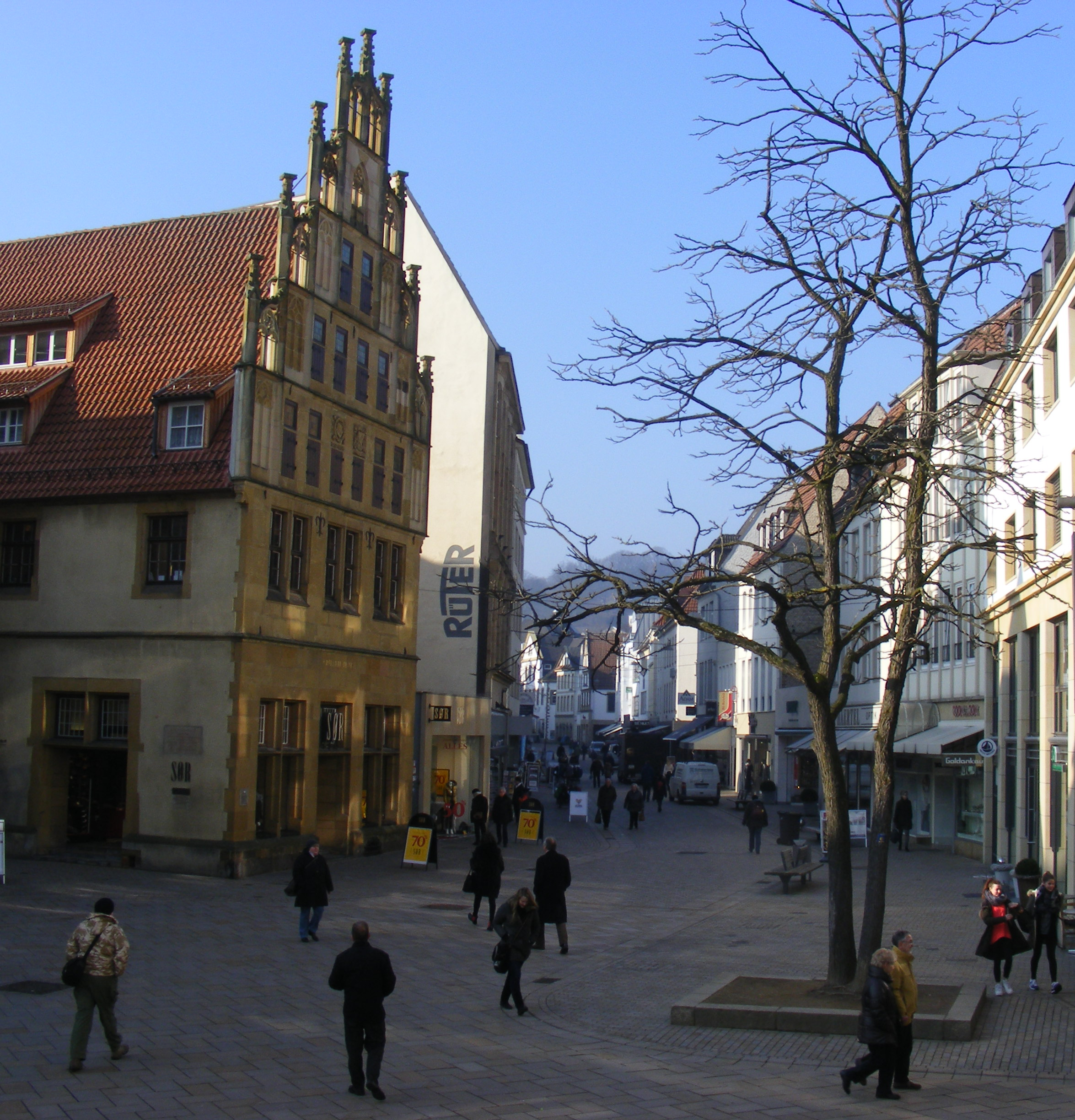
Obernstraße vom Alten Markt heute

## Geschichte

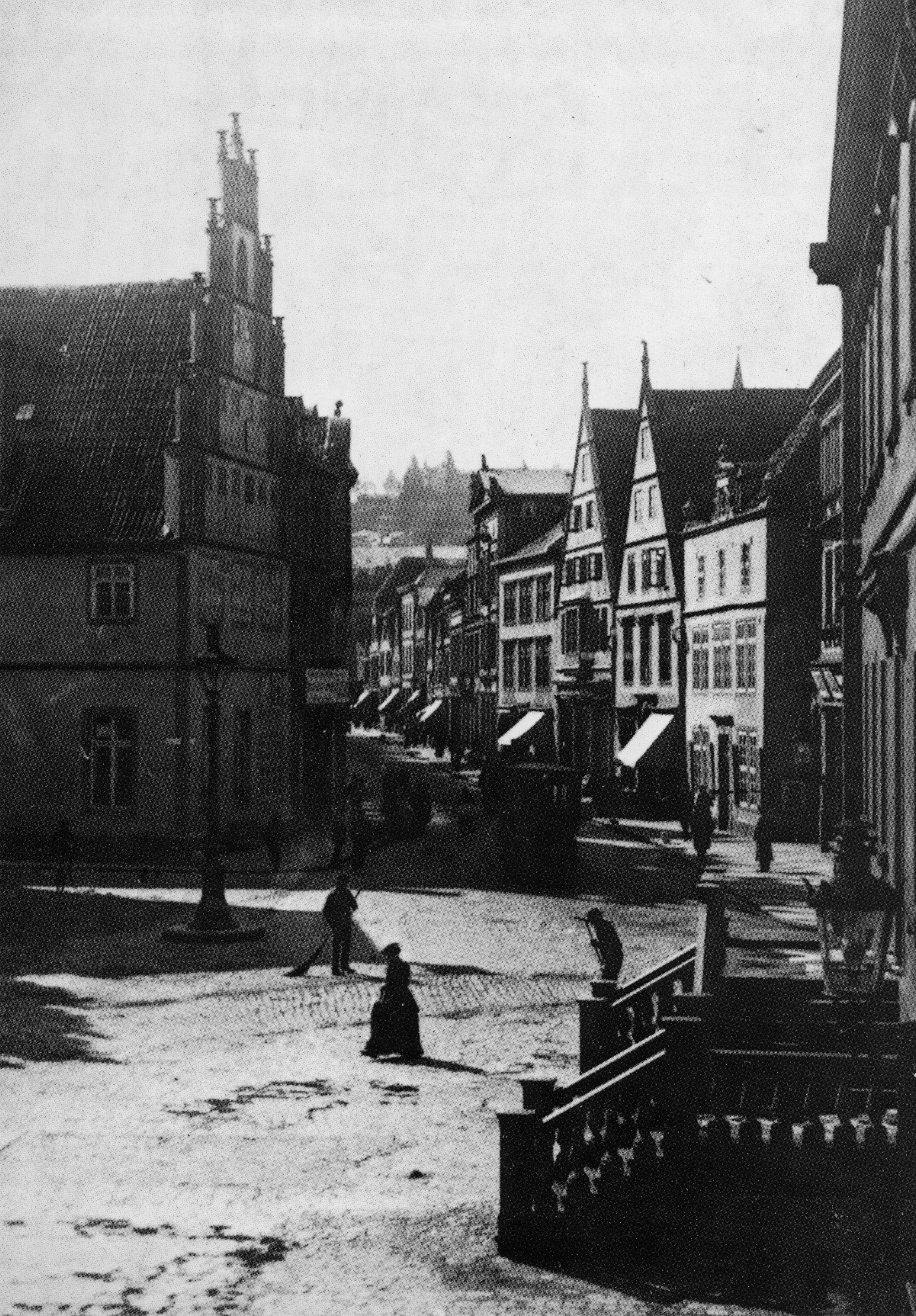
Blick über die Vortreppe des damaligen Rathauses am Alten Markt in die Obernstraße, vor 1900

Bei der Anlage der Bielefelder Altstadt im 2. Jahrzehnt des 13. Jahrhunderts wurde der Handelsweg, der Wege aus verschiedenen Orten der münsterschen Tieflandsbucht vereinend, im Bielefelder Pass den Osning durchquerte, in der neu gegründeten Stadt als Obernstraße vom Oberntor zum Markt geführt. Von diesem Platz gelangte man durch die Niedernstraße zum Niederntor, von dem aus Wege einerseits durch das Kirchdorf Heepen, andererseits durch die Stiftsorte Schildesche und Herford in Richtung Weser führten. Am Oberntor begann außerdem der Weg und später die Straße nach Werther, wie der Lipper Hellweg, den sie nordwestwärts fortsetzte, oberhalb des Quellhorizontes am Hang des Osning geführt.
Viele der entlang der Obernstraße errichtete Bürgerhäuser gehörten Kaufleuten.
Ein wichtiger Beitrag zur Industrieentwicklung Bielefelds fand kurz nach 1890 im Müllerschen Haus am  oberen Ende der Straße statt, als in der Backstube dort August Oetker zusammen mit dem Eigentümer das Backpulver entwickelte, das die Firma Oetker weltbekannt machte.
Bei der Entwicklung des Nahverkehrs fuhr Ende des 19. Jahrhunderts die erste städtische und anschließend die erste private Pferdebuslinie Bielefelds durch die Obernstraße, von 1900 bis 1927 die erste Straßenbahn und 1944 der erste Oberleitungsbus.
Ende der 1950er Jahre verschwand der ÖPNV aus der Straße, Mitte der 1970er Jahre bis auf das westliche Ende auch der Autoverkehr.

## Häuser
Da der Bahnhof der Cöln-Mindener Eisenbahn 1847 einen Kilometer nördlich der Altstadt eröffnet wurde, siedelten sich neue Geschäfte, Hotels und Geldinstitute vorzugsweise zwischen Altem Markt und (Haupt-)Bahnhof an, während in der Obernstraße viel vorindustrielle, eher kleinstädtische Bebauung erhalten blieb.
Im Zweiten Weltkrieg brannte zwar ein großer Teil aus, aber die wichtigsten der zerstörten Häuser wurden wieder aufgebaut oder ihre Giebel zunächst eingelagert und später auf andere Häuser gesetzt.
Baudenkmäler mit Hausnummern:
- Nr. 1, das Crüwell-Haus, um 1530, am Abgang der Straße aus dem Alten Markt
- Nr. 15, Neorenaissance, 1914
- (Nr. 9), Giebel nach Kriegszerstörung heute auf dem Haus Nr. 36
- (Nr. 29), Giebel nach Kriegszerstörung heute auf dem Haus Alter Markt 3
- Nr. 32, im Kern 16. Jahrhundert, Umbau im 19. Jahrhundert
- Nr. 36, Sparkasse mit Giebel von Nr. 9
- Nr. 38, Fachwerkbau von Anfang des 18. Jahrhunderts mit klassizistischer Fassade aus der ersten Hälfte des 19. Jahrhunderts
- Nr. 40, ehemaliges Patrizierhaus, Portal von 1669
- Nr. 51, Haus Müller (s. o.), im Kern von 1485
- Nr. 48, Ehemalige Handwerkskammer. Das klassizistische Gebäude ist nur bedingt dem altstädtischen Ensemble zuzurechnen, da es 1836 im Bereich der kurz zuvor eingeebneten Stadtumwallung errichtet wurde.